# Fumio Watanabe
Fumio Watanabe (渡辺文雄, Watanabe Fumio), né le 31 octobre 1929 et mort le 4 août 2004 est un acteur japonais.

## Biographie
Fumio Watanabe est surtout connu pour sa collaboration avec le réalisateur de la nouvelle vague japonaise Nagisa Oshima. Né à Tokyo et diplômé de l'université de Tokyo, il rejoint le studio Shōchiku en 1956.
Il meurt le 4 août 2004 d'une insuffisance respiratoire.
Fumio Watanabe a tourné dans plus de 140 films entre 1956 et 2002.

## Filmographie partielle
- 1957 : Élégie du Nord (晩歌, Banka?) de Heinosuke Gosho : Tatsumi Furuse, l'amant d'Akiko
- 1957 : La Rivière noire (黒い河, Kuroi kawa?) de Masaki Kobayashi : Nishida
- 1958 : Fleurs d'équinoxe (彼岸花, Higanbana?) de Yasujirō Ozu : Ichiro Nagamura
- 1959 : Une ville d'amour et d'espoir (愛と希望の街, Ai to kibo no machi?) de Nagisa Ōshima : Yuji
- 1960 : Contes cruels de la jeunesse (青春残酷物語, Seishun zankoku monogatari?) de Nagisa Ōshima : Akimoto
- 1960 : L’Enterrement du soleil (太陽の墓場, Taiyo no hakaba?) de Nagisa Ōshima : Yosehei
- 1960 : Nuit et brouillard au Japon (日本の夜と霧, Nihon no yoru to kiri?) de Nagisa Ōshima : Haruaki Noda
- 1960 : Fin d'automne (秋日和, Akibiyori?) de Yasujirō Ozu : Tsuneo Sugiyama
- 1960 : La Rivière Fuefuki (笛吹川, Fuefukigawa?) de Keisuke Kinoshita
- 1961 : Flocons de nuages (雲がちぎれる時, Kumo ga chigireru toki?) de Heinosuke Gosho : Nomoto
- 1966 : L'Obsédé en plein jour (白昼の通り魔, Hakuchu no torima?) de Nagisa Ōshima : inspecteur Haraguchi
- 1968 : La Pendaison (絞死刑, Koshikei?) de Nagisa Ōshima : l'éducateur
- 1968 : Le Retour des trois soûlards (帰って来たヨッパライ, Kaettekita yopparai?) de Nagisa Ōshima : Dokumushi
- 1969 : Journal d’un voleur de Shinjuku (新宿泥棒日記, Shinjuku dorobō nikki?) de Nagisa Ōshima : interviewer
- 1969 : Chō kōsō no akebono (超高層のあけぼの?) de Hideo Sekigawa
- 1969 : Le Petit Garçon (少年, Shonen?) de Nagisa Ōshima : le père
- 1970 : Buraikan (無頼漢?) de Masahiro Shinoda : Moritaya Seizo
- 1971 : La Cérémonie (儀式, Gishiki?) de Nagisa Ōshima : Sakurada Susumu
- 1972 : La Femme scorpion (女囚701号/さそり, Joshū 701-gō: Sasori?) de Shunya Ito : le directeur Goda
- 1972 : Baby Cart : Le Sabre de la vengeance (子連れ狼 子を貸し腕貸しつかまつる, Kozure Ōkami: Kowokashi udekashi tsukamatsuru?) de Kenji Misumi : Sugito
- 1973 : Elle s'appelait Scorpion (女囚さそり 第41雑居房, Joshuu sasori: Dai-41 zakkyo-bô?) de Shunya Ito : inspecteur Goda
- 1974 : Le Couvent de la bête sacrée (聖 獣 学園, Seiju gakuen?) de Norifumi Suzuki  : le prêtre Kakinuma
- 1975 : Super Express 109 (新幹線大爆破, Shinkansen Daibakuha?) de Jun'ya Satō : Miyashita

## Télévision
- 1978 : Daitsuiseki (大追跡?)